# Обеляр Кольман, Алехо дель Кармен
Алехо дель Кармен Обеляр Кольман (исп.  Alejo del Carmen Obelar Colman SDB, 17 июля 1917 года, Консепсьон, Парагвай - 30 декабря 1989 год, Парагвай) — католический прелат, епископ апостольского викариата Чако-Парагвайо с 6 марта 1969 года по 13 сентября 1986 года. Член монашеской конгрегации салезианцев.

## Биография
Родился 17 июля 1917 года в Консепсьоне, Парагвай. 23 ноября 1941 года был рукоположен в священника в монашеской конгрегации салезианцев.
6 марта 1969 года Римский папа Павел VI назначил Алехо дель Кармен Обеляра Кольмана ординарием апостольского викариата Чако-Парагвайо и титулярным епископом Монтемарано. 29 июня 1969 года состоялось рукоположение в епископа, которое совершил апостольский нунций в Парагвае и титулярный архиепископ Экланума Антонио Инноченти в сослужении c епископом-эмеритом Чако-Парагвайо Анхелем Муссолоном и епископом Морона Мигелем Распанти.
13 сентября 1986 года подал в отставку. Скончался 30 декабря 1989 года.